# Gérard Guégan
Pour les articles homonymes, voir Guégan.
Gérard Guégan, né le 20 juillet 1940 à Marseille, est un écrivain et journaliste français, ancien critique cinématographique. Il a écrit sous divers pseudonymes.

## Biographie
Gérard Guégan adhère en mai 1958 à l’Union des étudiants communistes. Quelque temps après, il crée Subjectif, une revue de poésie et de cinéma où se mêlent les influences marxistes et surréalistes.
En 1961, en même temps qu’il est engagé par le quotidien La Marseillaise, il fonde Contre-Champ. En novembre 1963, « sans-diplôme proclamé », il rejoint à Paris le service Informations générales de L’Humanité et collabore, à partir de l'année suivante, aux Lettres françaises.
À l’automne 1965, répondant à l’invitation de Jacques Rivette, il entre aux Cahiers du cinéma en même temps que deux autres membres de Contre-Champ (Jean-Pierre Léonardini et Michel Pétris). Un an plus tard, en 1966, il est l'un des quatre principaux signataires d'un Dictionnaire du cinéma initié aux côtés de Raymond Bellour, de Jean-Jacques Brochier et de Claude-Jean Philippe. Par ailleurs, il écrit la chanson Mao Mao pour La Chinoise de Jean-Luc Godard.
En mai 1968, alors qu’il vient de terminer en grand secret le récit du procès politique intenté en 1952 par le PCF à André Marty et Charles Tillon, il rompt avec le communisme et se rallie à l’ultra gauche en fondant le groupe Prisu.
L’année d’après, il crée avec Gérard Lebovici et Alain Le Saux les éditions Champ Libre. C’est là qu’il fait paraître en août 1973 Cahiers du Futur, revue mélangeant théorie et cartoons, puis, en mai 1974, son premier roman, La Rage au cœur : celui-ci obtient un vif succès, si bien que, l’été venu, Raoul Sangla engage Guégan comme acteur dans La Croisée aux côtés de Brigitte Fossey.
En novembre de la même année, Guégan et ses amis sont licenciés des éditions Champ Libre par Gérard Lebovici, qui les accuse d'avoir voulu prendre le contrôle de sa maison d'édition. Guégan livre une autre version de cet événement. Ensuite, à la demande de Jean-Claude Fasquelle, il relance Le Sagittaire, la célèbre maison d'édition surréaliste, en compagnie d'Alain Le Saux, de Raphaël Sorin et d'Annie Le Brun (durant quelques semaines) que remplacera Olivier Cohen. Lui-même, Guégan, continuera, au fil des années, à publier des romans, une revue (Subjectif II), à traduire Charles Bukowski et à faire de la télévision avec Michel Lancelot et Pierre-André Boutang. Il écrit aussi le scénario du premier téléfilm de Jean-Daniel Verhaeghe, Le Feu dans l’eau (1979). Deux ans plus tard, en 1981, il adaptera pour Roger Planchon D'un château l'autre.
Petit à petit, il se retire de la scène parisienne pour se consacrer entièrement à l’écriture de ses livres. Toutefois, outre les chroniques d’humeur qu'il a longtemps données aux Nouvelles littéraires et au Matin de Paris et sa participation, en tant que relecteur, au Canard enchaîné (1990-2000) ; il collabore jusqu'en juillet 2018 aux pages littéraires de Sud Ouest Dimanche.

## Œuvres

### Livres
- Dictionnaire du cinéma, Éditions universitaires, 1966
- La Bande à Pierrot-le-fou, Champ Libre novembre 1970 (sous le pseudonyme de Stéphane Vincentanne)
- Napoléon, Comment faire la guerre, Champ Libre, 1973 (sous le pseudonyme Yann Cloarec) ; Mille et une nuits, 2003 et 2021
- Les Rejetés, La Table Ronde, 1974 (sous le pseudonyme Yves Le Braz)
- La Rage au cœur, Champ Libre, 1974
- Les Irréguliers, Lattès, 1975
- Un silence de mort, Lattès, 1975
- Technicolor, Le Sagittaire, 1975
- À feu vif, Lattès, 1976
- Père et Fils, Grasset, 1977
- Oui, Mai, Le Sagittaire, 1978
- L'avenir est en retard, Albin Michel, 1978
- On revient toujours chez soi, Alfred Eibel, 1979
- Beau soleil, Grasset, 1979
- Le Sang dans la tête, Presses de la Renaissance, 1980
- Polonaises, BFB, 1981
- Le Requin vengeur, Garance, 1981
- Une femme coincée, Grasset, 1982
- La vie est un voyage, Christian Bourgois, 1983
- Pour toujours, Grasset, 1984
- La Terreur, roman cruel, Grasset, 1987
- Père et Fils suite, Ramsay, 1988
- Le Dernier des rêveurs, Flammarion, 1990
- Dictionnaire mondial des films, Larousse, 1991
- Un cavalier à la mer, François Bourin, 1992
- Sur le sentier de la guerre, L’Olivier, 1993
- Eurydice ne répond plus, L’Olivier, 1995
- L'ABCdaire du cinéma français, Flammarion, 1995
- Debord est mort, Le Che aussi. Et alors ? Embrasse ton amour sans lâcher ton fusil, Cahier des saisons, 1995 (réédition chez Librio en 2001,  (ISBN 2-290-31085-9))
- Les vivants sont ceux qui luttent, la haine de classe au cœur : Bilan des années Mitterrand, Cahiers des Futurs, 1996
- La Demi-sœur, Grasset, 1997 — Prix Jean-Freustié
- Markus Wolf avait une sœur, je l’ai aimée, Grasset, 1997
- Les Irrégulières, Flammarion, 2001
- Ascendant Sagittaire. Une histoire subjective des années soixante-dix, Parenthèses, 2001
- Terroristen ! (v. : f.), Parenthèses, 2002
- Soudain l'amour, Grasset, 2003
- Rimbaud et Saint-Just font du théâtre, À Rebours, 2003
- Inflammables, Wespieser, 2004
- Les cannibales n'ont pas de cimetières, Grasset, 2005
- Cité Champagne (Champ Libre I), Grasset, 2006
- Montagne Sainte-Geneviève (Champ Libre II), Grasset, 2008
- Fontenoy ne reviendra plus, Stock, 2011 — Prix Renaudot de l'essai[11]
- Appelle-moi Stendhal, Stock, 2013
- Qui dira la souffrance d'Aragon ?, Stock, 2015
- Tout a une fin, Drieu, Gallimard, 2016
- Hemingway, Hammett, dernière, Gallimard, 2017
- Nikolaï - le bolchevik amoureux, Éditions Vagabonde, 2019
- Fraenkel, un éclair dans la nuit, Éditions de l'Olivier, 2021 — Prix d'Académie de l'Académie française
- Sonia Mossé, une reine sans couronne, éd. Le Clos Jouve, 2022
- Le Chant des livres, Grasset, 2024 — Prix des Vendanges littéraires de Rivesaltes [12]

### Correspondance
- Lettre à Positif, n° 37, janvier 1961, p. 61
- Éditions Champ Libre, Correspondance, volume 1, Champ Libre, Paris, 1978.

- Guy Debord, Correspondance, volumes 4 et 5, Fayard, 2004 et 2005. Les lettres de Guy Debord à Gérard Guégan sont réunies dans ces deux volumes.

### Films
- Sollers et Guégan ont deux mots à se dire, documentaire réalisé par Danielle Jaeggi en 1980
- Sur la crise à Libération : Toutes les histoires de dragons ont un fond de vérité (1981)
- Sur l’escamotage de Mai 68 : 68/89 (1988).
- La révolution ça s'improvise (1989)

### Romans-photos
- L'Assassin d'Apostrophes / texte de Gérard Guégan ; photogr. de Maya Sachweh ; avec Pierre Bourgeade (Raymond Dellebourre / Fernand) ; Edith Develeyne (Léa Simonet), Ruth Henry (Mme Dellebourre), Alain Massiot et Bernard Pivot (dans son propre rôle). In Playboy France, mars 1983, n° 112 (vol. 12, n° 3), p. 39-43.

- Meurtre à l'Olympic / texte de Gérard Guégan ; photogr. de Maya Sachweh ; avec Frédéric Mitterrand (Georges Ridder), Arielle Dombasle (Marlène Rivaud), Pascal Greggory (Serge Zola), Pascale Richard (Muriel Sony), Raphaël Sorin (Joseph Huysmans), Anne Guégan (Paula Maup) et Alain Massiot (inspecteur de police). In Playboy France, mai 1983, n°114 (vol. 11, n°5), pp 61–67.